# مسجد باكو
مسجد باكو أو مسجد كريوشي هو مسجد بني في الفترة 1907-1909 في استراخان، خلال فترة حكم الاتحاد السوفييتي. تم تدمير مئذنة المسجد، و خلال فترات تم استعمال المسجد كمخزن و مركز ثقافي. في عام 2002، بفضل جهود الجالية الاذربيجانية في استراخان، تم ترميم المسجد و إعادة بناؤه و من ثم اهداؤه الى المجتمع الاذربيجاني، حيث اطلق عليه اسم مسجد باكو. يقع المسجد في شارع باكينسكايا في استراخان.

## تاريخه
بحسب البيانات التاريخية، عام 1903 تجمع 238 شخصا من أستراخان وقرروا بناء مسجد في موقع بيت الصلاة، الذي كان يعمل منذ عام 1897 ويقع في أراضي المقيم المحلي نيجمتدينوف، في منطقة كريوشي. عام 1907 سمحت محافظة أستراخان ببناء مسجد حجري في شارع باكالديني الثاني على الأرض التي ورثها نيجمتدينوف. كما تم تعيين ملا المسجد في شهر مايو، وبدأ البناء في يونيو 1907 وانتهى عام 1909. كانت المدرسة تدير مدارس للذكور والإناث.
عام 1938 أثناء الحكم السوفييتي، تم إغلاق المسجد وتم استخدام المبنى كمخزن. في عام 1940 تم هدم مئذنة المسجد. في عام 1950، خططوا لاستخدام المبنى كصالة للألعاب الرياضية. ولذلك تم هدم الطابق الثاني داخل المبنى. أدى حريق في المبنى عام 1987 إلى إتلاف أرضيته وداخله.
في عام 2002، تم تجديد المسجد بفضل جهود الجالية الأذربيجانية في مقاطعة أستراخان. بعد الترميم، أطلق على المسجد اسم "باكو" وتم تقديمه إلى المجتمع الأذربيجاني. بالإضافة إلى الأذربيجانيين، يصلي مسلمون آخرون أيضًا في المسجد.